# 工装裤

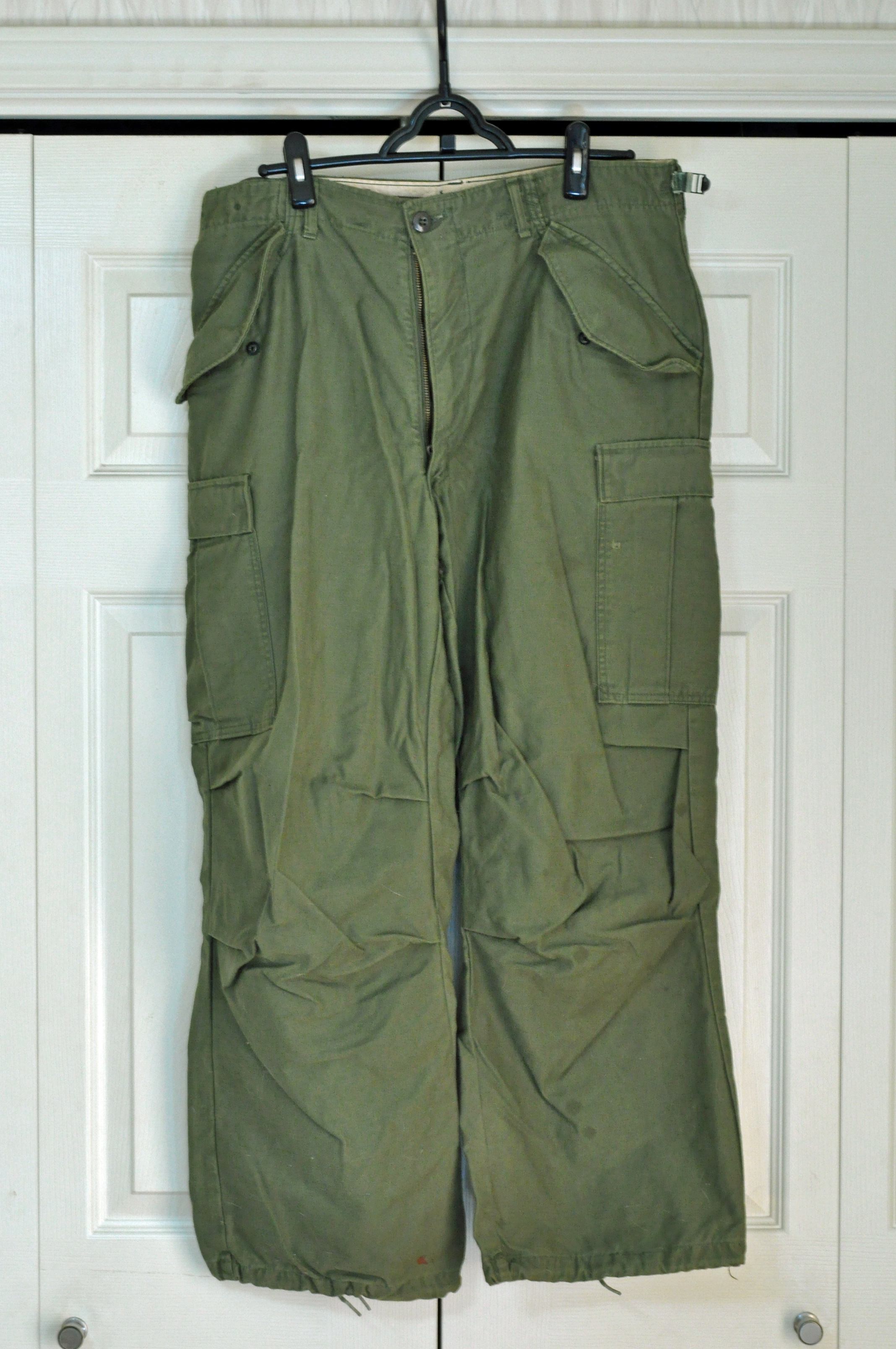
工裝褲

工裝褲，也稱作沖鋒褲，是用於艱巨的室外活動，突出特征是有多個裝物的口袋。現在工裝褲在城區也流行起來，因為可以方便地在步行時刻方便地攜帶物品。

## 描述
工裝褲口袋主要是貼式口袋（patch pocket），常常在口袋布上留有皺褶以增加容積，口袋蓋上用摁扣、紐扣、磁性、尼龍搭扣封閉，常用於作訓服與獵裝。某些工裝褲設計把褲口袋做成了褲腿上的暗口袋。
工裝褲用較硬的織物、結實地縫紉制成。很多采用快乾合成纖維或棉混布料，常常有大尺寸的袢帶（belt loops）以容納寬腰帶（webbing belt）。
工裝褲在膝部與臀部典型地設計為允許彎曲，用明包縫縫紉以加強並耐用。 

## 歷史
1938年英軍首先開始穿工裝褲。1940年代中期的二戰美軍也引入。傘兵用大口袋裝無線電設備與額外的彈藥。

## 變種
工裝短褲短至膝蓋。某些工裝褲的小腿部分設計為可去除，因此可轉變為短褲。 
EMT短褲是工裝短褲的一種，在褲腿上有6口的口袋以放置雜物或剪刀，分別是位於頂部隱藏的拉鏈式口袋、一個增大容量的折翼式口袋、兩側存放手套的側開式口袋，以及三個存放剪刀的槽（其中兩個附有扣子）。 